# Definição Hidroviária Russa

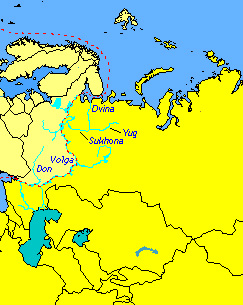
A rota da viagem de circunavegação da Europa feita por Miles Clark passava por esta definição

A Definição Hidroviária Russa é uma proposta de fronteira para a Europa e a Ásia menos conhecida que outras (como os Montes Urais, o Cáucaso e o Rio Ural).
Ela considera a rede de hidrovias da Rússia ocidental, conectadas por diversos canais (na maioria artificiais), como sendo a divisão eurasiática. Embora admitida desde sua proposta como sendo tão arbitrária quanto as demais, ela é baseada na idéia de circunavegação de um continente, o que seria possível tanto para a Ásia quanto para a Europa por essas hidrovias (nos meses em que nem estas nem o Oceano Ártico estejam congelados).
Por essa definição, a fronteira eurasiática é a seguinte: Mar Branco, Canal Mar Branco-Báltico, depois Lago Onega e Hidrovia Volga-Báltico; por essa hidrovia ela atinge a bacia do Rio Volga, alcançando o Reservatório Rybinsk e finalmente o Rio Volga, seguindo neste a maior parte do percurso, até o Canal Volga-Don, quando por este ele atinge a bacia do Rio Don, direito por seu rio principal; então, ela desce o Rio Don até finalmente chegar no Mar Negro. O velejador e escritor irlandês Miles Clark realizou a circunavegação da Europa em 1992, cruzando do Mar Branco ao Mar Negro pelo trajeto aqui delineado.
Esta definição deixa apenas a Rússia dividida entre Europa e Ásia na região (a Turquia e até mesmo a Grécia podem ser consideradas entre esses continentes na região do Mediterrâneo), e deixa uma parte maior da Rússia na Ásia se comparado com outras definições.